# Leland Grove
Leland Grove és una població dels Estats Units a l'estat d'Illinois. Segons el cens del 2000 tenia 1.592 habitants.

## Demografia
Segons el cens del 2000, Leland Grove tenia 1.592 habitants, 693 habitatges, i 501 famílies. La densitat de població era de 975,7 habitants/km².
Dels 693 habitatges en un 25,7% hi vivien nens de menys de 18 anys, en un 63,5% hi vivien parelles casades, en un 7,4% dones solteres, i en un 27,7% no eren unitats familiars. En el 24,4% dels habitatges hi vivien persones soles l'11,1% de les quals corresponia a persones de 65 anys o més que vivien soles. El nombre mitjà de persones vivint en cada habitatge era de 2,3 i el nombre mitjà de persones que vivien en cada família era de 2,73.
Per edats la població es repartia de la següent manera: un 21% tenia menys de 18 anys, un 3,5% entre 18 i 24, un 20,9% entre 25 i 44, un 33,7% de 45 a 60 i un 20,8% 65 anys o més.
L'edat mediana era de 47 anys. Per cada 100 dones de 18 o més anys hi havia 84,9 homes.
La renda mediana per habitatge era de 75.437 $ i la renda mediana per família de 92.245 $. Els homes tenien una renda mediana de 62.308 $ mentre que les dones 45.673 $. La renda per capita de la població era de 51.714 $. Cap de les famílies i el 2,7% de la població estaven per davall del llindar de pobresa.

## Poblacions més properes
El següent diagrama mostra les poblacions més properes.